# Исаев, Альберт Михайлович
Альберт Михайлович Исаев (12 апреля 1938 — 22 октября 2014) — заслуженный тренер Российской Федерации, почетный гражданин города Электрогорска, мастер спорта СССР по вольной борьбе .

## Биография
Альберт Михайлович Исаев родился 12 апреля 1938 года, место рождения — поселок Большое Буньково. Боксом стал заниматься в городе Ногинске в секции «Спартак», затем стал заниматься греко-римской борьбой у тренера А. А. Кудрявцева. Проходил военную службу в Германии.
Получил звание мастера спорта СССР по вольной борьбе в 1963 году на первенстве СССР. Тренерскую карьеру начал в педагогическом техникуме города Орехово-Зуево, стал преподавать борьбу. В 1966 году на базе ремесленного училища ГРЭС № 3 стал вести секцию греко-римской борьбы.
Его известный ученик — Дмитрий Антонкин. В первый же год их тренировок Дмитрий Антонкин стал призером первенства Москвы, а затем и чемпионом России.
В 1967 году Альберт Исаев стал работать тренером в областном совете спортивного общества «Трудовые резервы».
Альберт Михайлович Исаев инициировал создание секции по греко-римской борьбе в 1967 году.
В 1979 году на протяжении года в секции греко-римской борьбы прошли подготовку четыре мастера спорта. За период тренерской работы Альберт Исаев подготовил около 15 мастеров спорта в Электрогорске, которые входят в составы сборных команд Московской области и России. В 2004 году Альберту Исаеву было присвоено звание «Заслуженного тренера Российской Федерации».
Среди его учеников — мастер спорта по греко-римской борьбе Александр Валерьевич Белошицкий.
Альберт Исаев умер 22 октября 2014 года. Похоронен на Старом Богословском кладбище. В Электрогорске проводят ежегодный турнир по греко-римской борьбе в честь тренера Исаева.